# Belle de Jour (escritora)
Belle de Jour é o pseudônimo de uma ex-garota de programa londrina. Na realidade, trata-se da pesquisadora estadunidense - britânica Brooke Magnanti (n. New Port Richey, 9 de novembro de 1975). Com o nome Belle de Jour (a bela da tarde), ela mantém um blog famoso, Belle de Jour: diary of a London call girl que em 2003 foi selecionado pelo The Guardian como blog do ano e que deu origem a dois livros publicados tanto no Reino Unido quanto nos Estados Unidos.
O nome vem do livro de Joseph Kessel Belle de jour de 1928, e do filme homônimo de 1947 estrelando Catherine Deneuvee dirigido por Luis Buñuel.  Em  francês "Belle de Jour" é traduzida literalmente com "beleza do dia" em oposição à "femme de nuit" ou "belle de nuit", mulher da noite (referências comuns a prostitutas). "Belle de jour" é possivelmente uma referencia aos rendez-vous a luz do dia feitos por qualquer garota de programa, incluindo a própria Belle de Jour.

## Identidade real
Houve especulação na mídia sobre a identidade real da autora; se Belle era realmente uma garota de programa; e se seus posts diários eram baseados em fatos ou eram inteiramente fictitícios. Belle sempre manteve que ele é quem ela diz sere sua editora, Orion Books, continua a publicar seus primeiros dois livros na linha de "Não Ficção/Memórias".
Em 2009 a identidade de Belle de Jour foi revelada. Na verdade trata-se da pesquisadora britânica Brooke Magnanti, que escrevia no blog para arrecadar recurso para financiar seus estudos.

## Série de televisão
Uma série de televisão livremente inspirada em seu primeiro livro foi produzida pelo Channel 4 do Reino Unido, mas no final foi ao ar pelo ITV2, com o título  Secret Diary of a Call Girl. A primeira temporada foi transmitida de 27 de setembro a 15 de novembro de 2007, estrelando Billie Piper como Belle de Jour. A segunda temporada começou em 11 de setembro de 2008, e a terceira foi programada a primavera de 2009, no Reino Unido.

## Outros trabalhos
De novembro de 2005 a maio de 2006, Belle de Jour contribuiu regularmente numa coluna do Sunday Telegraph.

## Reconhecimento
Em dezembro de 2013 e de 2014, foi eleita uma das 100 mulheres mais influentes do mundo pela BBC.